# Why Not Productions
Why Not Productions est une société de production cinématographique dirigée par Pascal Caucheteux et Grégoire Sorlat, spécialisée dans le cinéma d'auteur et d'art et essai. Elle est située au 3, rue Paillet dans le 5e arrondissement de Paris.

## Historique
La société Why Not Productions est fondée en 1990 par Pascal Caucheteux et son associé Grégoire Sorlat. Le premier film qu’elle produit est également le premier long métrage d’Arnaud Desplechin, La Sentinelle, qui est sélectionné en compétition officielle au festival de Cannes en 1992 et remporte trois nominations aux César l’année suivante.

### Catalogue et succès
La société est réputée pour produire un cinéma d’auteur exigeant et pour sa fidélité aux réalisateurs qu’elle accompagne : douze films avec Arnaud Desplechin, huit films avec Bruno Podalydès, six films avec Ken Loach, cinq films avec Jacques Audiard, quatre films avec Xavier Beauvois, quatre films avec Gregg Araki, quatre films avec Jean-François Richet, trois films avec Cristian Mungiu.
Elle se diversifie également en produisant des films tels que le film d’horreur American Nightmare (2013) ou le film d’animation La Tortue rouge (2016).
Durant ces années, Why Not Productions obtient de très nombreuses récompenses cinématographiques : treize prix au Festival de Cannes – dont deux Palmes d'or et deux grands prix du jury ; 120 nominations aux César et trente-sept statuettes obtenues, dont trois César du meilleur film et deux César du meilleur film étranger.

### Lieux associés
En 2001, la société rachète le Cinéma du Panthéon pour le réaménager, ainsi qu'en 2008 la guinguette le Rosa Bonheur dans le parc des Buttes-Chaumont. Suivront l’acquisition et l’aménagement d’autres lieux tels que la Librairie du Panthéon (attenante au cinéma), la péniche Rosa-Bonheur-sur-Seine (Paris 7e), le restaurant La Cantina (Paris 15e), la guinguette Rosa Bonheur à l’Ouest (Asnières-sur-Seine), le restaurant Fratelli Pastore (Boulogne-Billancourt), la crêperie Rosa Bonheur au jardin des Tuileries, le Rosa Bonheur à l'Est au Chalet de la Porte Jaune dans le bois de Vincennes (Paris 12e) et la barge Annette K. au port de Javel (Paris 15e).

## Filmographie
- 1991 : La Vie des morts d'Arnaud Desplechin
- 1992 : La Sentinelle d'Arnaud Desplechin
- 1992 : In the Soup d'Alexandre Rockwell
- 1993 : La Naissance de l'amour de Philippe Garrel
- 1994 : Mirek n'est pas parti de Bojena Horackova
- 1995 : À cran de Solange Martin
- 1995 : Mademoiselle Personne (Jean-Louis Murat Alive) de Pascale Bailly
- 1996 : The Pompatus of Love de Richard Schenkman
- 1995 : The Doom Generation de Gregg Araki
- 1996 : N'oublie pas que tu vas mourir de Xavier Beauvois
- 1996 : Comment je me suis disputé… (ma vie sexuelle) d'Arnaud Desplechin
- 1997 : Ma 6-T va crack-er de Jean-François Richet
- 1997 : Nowhere de Gregg Araki
- 1997 : Mange ta soupe de Mathieu Amalric
- 1998 : Louis et Frank d'Alexandre Rockwell
- 1999 : Dieu seul me voit (Versailles-Chantiers) de Bruno Podalydès
- 1999 : Le Vent de la nuit de Philippe Garrel
- 1999 : Peau d'homme cœur de bête d'Hélène Angel
- 2000 : Comme un aimant d'Akhénaton et Kamel Saleh
- 2000 : Esther Kahn d'Arnaud Desplechin
- 2001 : Selon Matthieu de Xavier Beauvois
- 2001 : De l'amour de Jean-François Richet
- 2001 : Liberté-Oléron de Bruno Podalydès
- 2001 : Sobibor, 14 octobre 1943, 16 heures de Claude Lanzmann
- 2001 : Sauvage innocence de Philippe Garrel
- 2003 : Le Mystère de la chambre jaune de Bruno Podalydès
- 2004 : Léo, en jouant « Dans la compagnie des hommes » d'Arnaud Desplechin
- 2004 : Rois et Reine d'Arnaud Desplechin
- 2005 : Ten'ja de Hassan Legzouli
- 2005 : Assaut sur le central 13 de Jean-François Richet
- 2005 : Vers Mathilde de Claire Denis
- 2005 : De battre mon cœur s'est arrêté de Jacques Audiard
- 2005 : Douches froides de Antony Cordier
- 2005 : Le Parfum de la dame en noir de Bruno Podalydès
- 2005 : Le Petit Lieutenant de Xavier Beauvois
- 2007 : Mon fils à moi de Martial Fougeron
- 2007 : L'Aimée de Arnaud Desplechin
- 2007 : Faut que ça danse ! de Noémie Lvovsky
- 2008 : Un conte de Noël de Arnaud Desplechin
- 2009 : Un prophète de Jacques Audiard
- 2009 : White Material de Claire Denis
- 2009 : Country Teacher de Bohdan Slama
- 2009 : Looking for Eric de Ken Loach
- 2009 : Bancs publics (Versailles Rive-Droite) de Bruno Podalydès
- 2009 : Little New York de James DeMonaco
- 2009 : Non ma fille tu n'iras pas danser de Christophe Honoré
- 2009 : Contes de l'Âge d'Or de Cristian Mungiu
- 2010 : Happy Few d'Antony Cordier
- 2010 : Kaboom de Gregg Araki
- 2010 : Des hommes et des dieux de Xavier Beauvois
- 2010 : Route Irish de Ken Loach
- 2011 : Les Bien-aimés de Christophe Honoré
- 2011 : Love and Bruises de Lou Ye
- 2012 : Adieu Berthe - L'Enterrement de mémé de Bruno Podalydès
- 2012 : De rouille et d'os de Jacques Audiard
- 2012 : La Part des anges de Ken Loach
- 2012 : Au-delà des collines de Cristian Mungiu
- 2013 : Jimmy P. (Psychothérapie d'un Indien des Plaines) de Arnaud Desplechin
- 2013 : American Nightmare de James De Monaco
- 2014 : Jimmy's Hall de Ken Loach
- 2014 : Bodybuilder de Roschdy Zem
- 2014 : White Bird de Gregg Araki
- 2014 : Fidelio, l'odyssée d'Alice de Lucie Borleteau
- 2015 : La Rançon de la gloire de Xavier Beauvois
- 2015 : Trois souvenirs de ma jeunesse d'Arnaud Desplechin
- 2015 : Comme un avion de Bruno Podalydès
- 2015 : Dheepan de Jacques Audiard
- 2016 : Blood Father de Jean-François Richet
- 2016 : Moi, Daniel Blake de Ken Loach
- 2016 : Baccalauréat de Cristian Mungiu
- 2016 : La Tortue rouge de Michael Dudok de Wit
- 2017 : Jackie de Pablo Larraín
- 2017 : Les Fantômes d'Ismaël d'Arnaud Desplechin
- 2017 : Faute d'amour d'Andreï Zviaguintsev
- 2017 : A Beautiful Day de Lynne Ramsay
- 2017 : Ice Mother de Bohdan Slama
- 2018 : Bécassine ! de Bruno Podalydès
- 2018 : Les Frères Sisters de Jacques Audiard
- 2018 : L'Homme fidèle de Louis Garrel
- 2019 : Black Snake de Karole Rocher et Thomas N'Gijol
- 2019 : Sorry We Missed You de Ken Loach
- 2019 : Chanson douce de Lucie Borleteau
- 2019 : Roubaix, une lumière d'Arnaud Desplechin
- 2020 : ADN de Maïwenn
- 2021 : Ibrahim de Samir Guesmi
- 2021 : Les Deux Alfred de Bruno Podalydès
- 2021 : De bas étage de Yassine Qnia
- 2021 : La Croisade de Louis Garrel
- 2021 : Tromperie de Arnaud Desplechin
- 2022 : Frère et Sœur de Arnaud Desplechin
- 2022 : Les Nuits de Mashhad (Holy Spider) de Ali Abbasi
- 2022 : R.M.N. de Cristian Mungiu
- 2022 : Les Miens de Roschdy Zem
- 2022 : La Passagère de Héloïse Pelloquet
- 2023 : Le Principal de Chad Chenouga
- 2023 : Jeanne du Barry de Maïwenn
- 2023 : Wahou ! de Bruno Podalydès
- 2023 : The Old Oak de Ken Loach
- 2023 : Some Rain Must Fall de Qiu Yang
- 2024 : Bis Repetita d'Émilie Noblet
- 2024 : La Petite Vadrouille de Bruno Podalydès
- 2024 : Emilia Perez de Jacques Audiard
- 2025 : Indomptables de Thomas Ngijol